# Survival of the Dead

O parte din echipa Gărzii Naţionale

Scena de final

Survival of the Dead (titlu complet: George A. Romero's Survival of the Dead) este un film de groază american 2010 de George A. Romero. Urmează povestea unui grup de mercenari ai Gărzii Naționale din SUA, care pentru scurt timp a apărut în Întorși dintre morți (2007). Filmul a fost prima oară lansat pe DVD în Regatul Unit pe 15 martie 2010.

## Actori
- Alan van Sprang este Sarge "Nicotine" Crockett[8]
- Kenneth Welsh este Patrick O'Flynn[9]
- Kathleen Munroe este Janet O'Flynn[10] și Jane O'Flynn
- Devon Bostick este Boy[11]
- Richard Fitzpatrick este Seamus Muldoon[12]
- Athena Karkanis este Tomboy[9]
- Stefano Di Matteo este Francisco[13]
- Joris Jarsky este Chuck[14]
- Eric Woolfe este Kenny McDonald
- Julian Richings este James O'Flynn[15]
- Wayne Robson este Tawdry O'Flynn[15]
- Joshua Peace este D.J.
- George Stroumboulopoulos este Gazda Emisiunii de discuții[15]

Actorii Shawn Roberts, Scott Wentworth, Amy Lalonde, Michèle Morgan și Joshua Close din Diary of the Dead apar la începutul filmului în imagini de arhivă .